# Il consigliere segreto

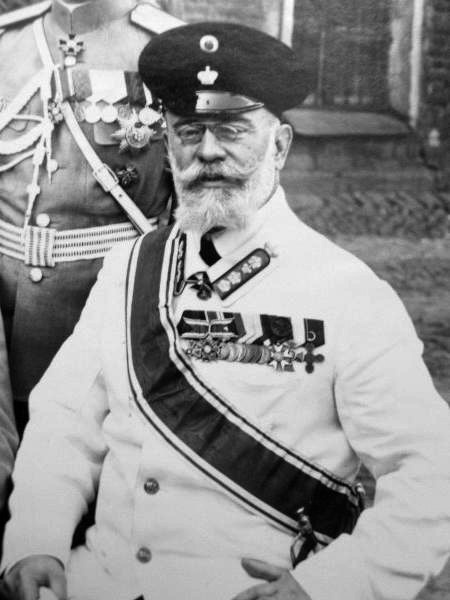
Foto di un consigliere segreto russo in divisa

Il consigliere segreto (in russo Тайный советник?, Tajnyj sovetnik) è un racconto di Anton Čechov pubblicato per la prima volta nel 1886.

## Trama
L'io narrante Andrjušen'ka ricorda un episodio della sua infanzia, trascorsa a Kočuevka, una località di campagna dove il fanciullo abitava con la propria madre Klavdija Archipovna, i domestici, il precettore Egor Alekseevič Pobedimskij e il fattore Fiodor Petrovič fresco sposo della giovane Tatjana Ivanovna. 
Nella primavera del 1870 la madre riceve una lettera dal proprio fratello Ivan, il quale le scrive che, non potendo recarsi quell'anno per motivi economici nella stazione termale tedesca di Marienbad, ha deciso di trascorrere le vacanze estive in campagna ospite della sorella. La madre, dapprima si commuove (non vede il fratello da quindici anni), poi si preoccupa: Ivan, ormai anziano, ha fatto carriera nella pubblica amministrazione, essendo diventato addirittura "consigliere segreto", grado equivalente nell'esercito a quello di "generale"; la sorella teme pertanto che la sua ospitalità campagnola possa non essere all'altezza di chi risiede nella corte imperiale. Viene ristrutturata l'abitazione, rinnovato il vestiario, studiata l'etichetta da parte degli abitanti della casa. Klavdija Archipovna, vedova di un militare, spera fra l'altro che il fratello faccia entrare Andrjušen'ka nel corpo dei cadetti a spese dello stato.
Lo zio Ivan arriva: è un ometto anziano, esile ed elegante, il quale afferma di apprezzare la semplicità della vita agreste. Inizialmente l'atteggiamento di Ivan è quasi scostante: fa vita appartata, si chiude in camera per dedicarsi allo studio, non fa molto onore alla cucina della sorella, conversa pochissimo con gli altri. Ma poi, dopo aver visto Tatjana Ivanovna, l'atteggiamento di Ivan cambia: continua a ignorare i propri familiari, ma frequenta sempre di più il personale della fattoria cercando in particolare di attirare l'attenzione di Tatjana, giovane timida e virtuosa, con crescente irritazione di Fiodor Petrovič, il focoso marito di lei, e di Pobedimskij, il precettore di Andrjušen'ka ammiratore segreto di Tatjana. Una sera, dopo che Ivan ha proposto a Tatjana di trasferirsi a San Pietroburgo, nasce un parapiglia generale in seguito al quale Petrovič picchia Pobedimskij fratturandogli un braccio.
Il giorno dopo Ivan riceve la visita inaspettata del governatore della regione. Klavdija Archipovna prepara in fretta una sontuosa cena in onore degli ospiti ordinando fra l'altro la macellazione di tutti gli animali della fattoria. Il giorno successivo Ivan rimprovera la sorella: le salse servite durante la cena gli hanno procurato bruciori di stomaco. Klavdija Archipovna chiede sottovoce al fratello di quanto danaro abbia bisogno per trascorrere le vacanze all'estero e, conosciutane l'entità (tremila rubli) regala la somma al fratello, il quale se ne partirà raggiante e felice per Marienbad.

## Storia
Il consigliere segreto fu scritto nel 1886 e pubblicato numero 3657 (6 maggio 1886) sul giornale di San Pietroburgo Novoe vremâ, nelle pagine 2-3, a firma "Ahn. Cechov". Il racconto fu infine pubblicato nell'edizione delle Opere di Čechov dell'editore A. F. Marks, Vol. V, pp. 126-142.

## Edizioni
- Anton Cekhov, Novelle; a cura della Duchessa d'Andria, Torino: Unione Tipografico-Editrice Torinese, 1936
Contiene: Una scommessa; L'onomastico; Vanka; Tifo; Il piffero; Granelli erranti; Il consigliere segreto; Problema; I ladri; Senza titolo; Gli stivali; Una notte terribile.
- Anton Cecov, Il consigliere segreto e altri racconti; traduzione di: Agostino Villa, Coll.  Biblioteca moderna Mondadori, Verona: Mondadori, 1959
- Anton Čechov, Racconti; traduzione di Agostino Villa, Vol. I, Torino: Einaudi, 1950
Contiene: Il duello; Incubo; In carretta; Il consigliere segreto; Ragazzi; Arte; Ssst!...; Il racconto di uno sconosciuto; Donne del popolo; Nel cantuccio natio; Vagnka; Beltà femminili; Il reparto n.6; Durante la settimana santa; Dušečka; La villa con mezzanino; Villanuova; La mia vita; Grisha; Il viaggiatore di prima classe; L'opera d'arte; Dalle memorie di un uomo impulsivo; alle memorie di un uomo irascibile; Martiri; Vigilia di quaresima; La sirena; Il camaleonte; Il professore di belle lettere; Ariadna; Un bacio
- Anton Čechov, Racconti e novelle; a cura di Giuseppe Zamboni; traduzione di Giovanni Faccioli, introduzione di Emilio Cecchi; appendice critica a cura di Maria Bianca Luporini, Coll. I grandi classici stranieri, Firenze: G. C. Sansoni, 1963, Vol. I, pp. 613-34